# Éverton Lopes
Éverton dos Santos Lopes  (født 8. august 1988 i Salvador) er en brasiliansk amatørbokser, som konkurrerer i vægtklassen letvægt. Lopes har ingen større internationale resultater, og fik sin olympiske debut da han repræsenterede Brasilien ved sommer-OL 2008. Her blev han slået ud i første runde af Asylbek Talasbayev fra Kirgisistan i samme vægtklasse. Han har også to sølvmedaljer fra kontinentale turneringer i Sydamerika.